# VietJet Air
VietJet Air (Compagnie VietJet Air) es una aerolínea de bajo coste vietnamita. Fue fundada en abril de 2007.

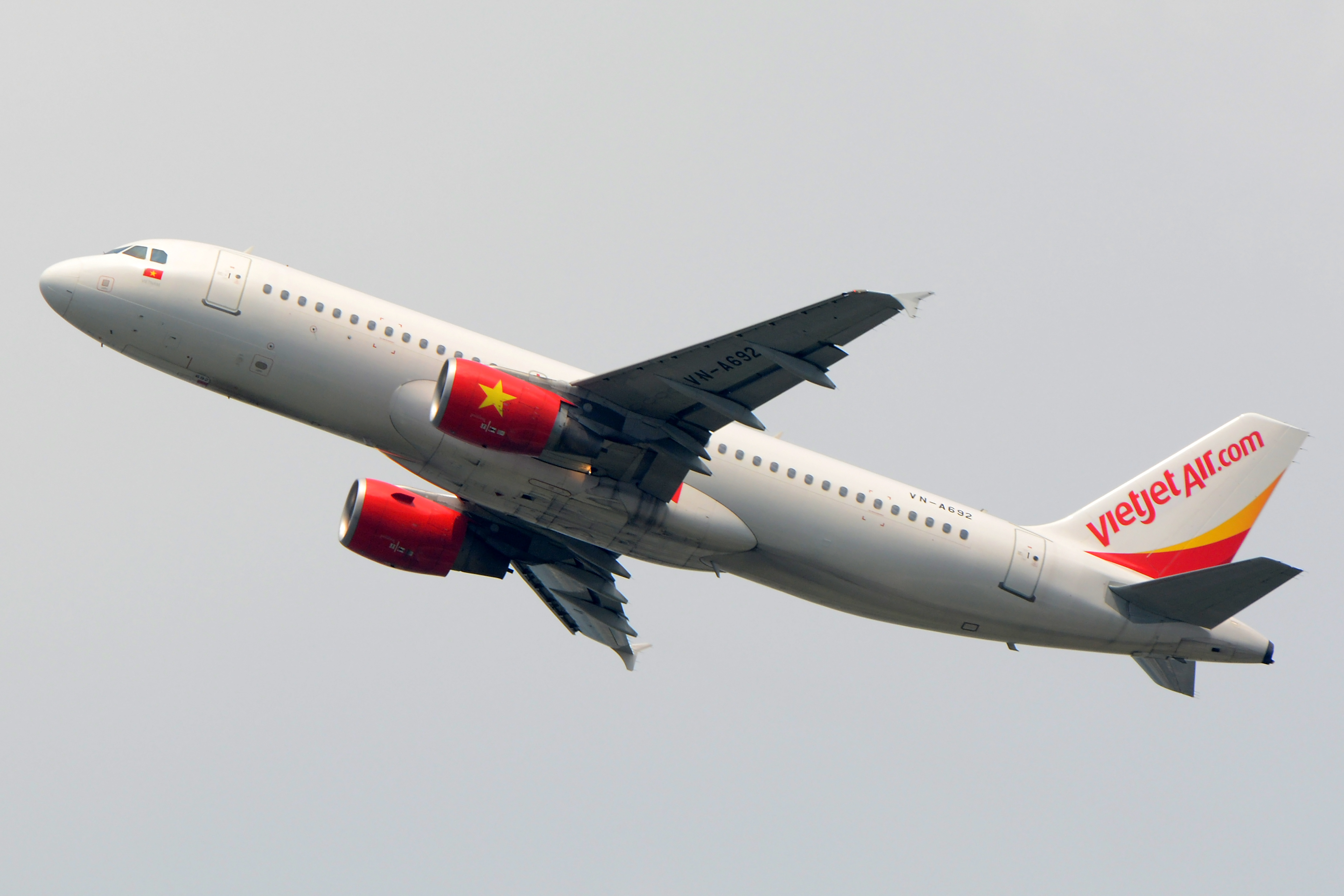

En 2014, esta línea transportaba el 35% de los pasajeros nacionales. En un memorando de entendimiento con Airbus, acordaron la compra de 60 Airbus A320, y Airbus A321, y la opción de compara para otros 30 aviones y arrendamiento de 8 aviones.
En 2015, las compañías aéreas tenían vuelos a la mayoría de los aeropuertos vietnamitas más cinco destinos internacionales: Seúl, Bangkok, Singapur, Taipéi y Siem Reap. Junto con Jetstar Pacific Airlines, son las dos únicas compañías de bajo coste de Vietnam.

## Destinos
| Países             | Destinos                 | Aeropuertos                                       |
| ------------------ | ------------------------ | ------------------------------------------------- |
| Australia          | Adelaida                 | Aeropuerto Internacional de Adelaida              |
| Australia          | Brisbane                 | Aeropuerto de Brisbane                            |
| Australia          | Melbourne                | Aeropuerto Internacional Tullamarine              |
| Australia          | Perth                    | Aeropuerto de Perth                               |
| Australia          | Sídney                   | Aeropuerto Internacional Kingsford Smith          |
| Camboya            | Siem Reap                | Aeropuerto Internacional de Angkor                |
| Corea del Sur      | Busan                    | Aeropuerto Internacional de Gimhae                |
| Corea del Sur      | Daegu                    | Aeropuerto Internacional de Daegu                 |
| Corea del Sur      | Namak                    | Aeropuerto Internacional de Muan                  |
| Corea del Sur      | Seúl                     | Aeropuerto Internacional de Incheon               |
| Corea del Sur      | Yangyang (chárter)       | Aeropuerto Internacional de Yangyang              |
| Francia            | París                    | Aeropuerto de París-Orly                          |
| Hong Kong          | Hong Kong                | Aeropuerto Internacional de Hong Kong             |
| India              | Ahmedabad                | Aeropuerto Internacional Sardar Vallabhbhai Patel |
| India              | Bangalore                | Aeropuerto Internacional Kempegowda               |
| India              | Bombay                   | Aeropuerto Internacional Chhatrapati Shivaji      |
| India              | Cochín                   | Aeropuerto Internacional de Cochín                |
| India              | Delhi                    | Aeropuerto Internacional Indira Gandhi            |
| India              | Hyderabad                | Aeropuerto Internacional Rajiv Gandhi             |
| India              | Tiruchirappalli          | Aeropuerto Internacional de Tiruchirappalli       |
| Indonesia          | Denpasar                 | Aeropuerto Internacional Ngurah Rai               |
| Indonesia          | Yakarta                  | Aeropuerto Internacional Soekarno-Hatta           |
| Israel             | Tel Aviv                 | Aeropuerto Internacional Ben Gurión               |
| Japón              | Fukuoka                  | Aeropuerto de Fukuoka                             |
| Japón              | Ibaraki (chárter)        | Aeropuerto de Ibaraki                             |
| Japón              | Osaka                    | Aeropuerto Internacional de Kansai                |
| Japón              | Nagoya                   | Aeropuerto Internacional Chūbu Centrair           |
| Japón              | Tokio                    | Aeropuerto Internacional de Haneda                |
| Japón              | Tokio                    | Aeropuerto Internacional de Narita                |
| Kazajistán         | Alma Ata (estacional)    | Aeropuerto Internacional de Almatý                |
| Kazajistán         | Astaná (estacional)      | Aeropuerto Internacional Nursultán Nazarbáyev     |
| Malasia            | Kuala Lumpur             | Aeropuerto Internacional de Kuala Lumpur          |
| República de China | Kaohsiung                | Aeropuerto Internacional de Kaohsiung             |
| República de China | Taichung                 | Aeropuerto de Taichung                            |
| República de China | Taipéi                   | Aeropuerto Internacional de Taiwán Taoyuan        |
| Singapur           | Singapur                 | Aeropuerto Internacional de Singapur              |
| Tailandia          | Bangkok                  | Aeropuerto Internacional Suvarnabhumi             |
| Tailandia          | Chiang Mai               | Aeropuerto Internacional de Chiang Mai            |
| Tailandia          | Phuket                   | Aeropuerto Internacional de Phuket                |
| Turquía            | Estambul                 | Aeropuerto de Estambul                            |
| Vietnam            | Buôn Ma Thuột            | Aeropuerto de Buôn Ma Thuột                       |
| Vietnam            | Cần Thơ                  | Aeropuerto de Cần Thơ                             |
| Vietnam            | Ciudad Ho Chi Minh (hub) | Aeropuerto Internacional de Tan Son Nhat          |
| Vietnam            | Chu Lai                  | Aeropuerto de Chu Lai                             |
| Vietnam            | Đà Lạt                   | Aeropuerto Lien Khuong                            |
| Vietnam            | Đà Nẵng (hub)            | Aeropuerto Internacional de Đà Nẵng               |
| Vietnam            | Đồng Hới                 | Aeropuerto de Đồng Hới                            |
| Vietnam            | Ha Long                  | Aeropuerto de Vân Đồn                             |
| Vietnam            | Hải Phòng (hub)          | Aeropuerto de Cát Bi                              |
| Vietnam            | Hanói (hub)              | Aeropuerto Internacional de Nội Bài               |
| Vietnam            | Huế                      | Aeropuerto de Phú Bài                             |
| Vietnam            | Nha Trang (hub)          | Aeropuerto de Cam Ranh                            |
| Vietnam            | Phú Quốc                 | Aeropuerto Internacional de Phú Quốc              |
| Vietnam            | Pleiku                   | Aeropuerto de Pleiku                              |
| Vietnam            | Quy Nhơn                 | Aeropuerto de Phu Cat                             |
| Vietnam            | Thanh Hóa                | Aeropuerto de Sao Vàng                            |
| Vietnam            | Tuy Hòa                  | Aeropuerto de Tuy Hòa                             |
| Vietnam            | Vinh                     | Aeropuerto de Vinh                                |

## Flota
La flota actual de la compañía está compuesta por las siguientes aeronaves:
| Aeronaves            | En servicio | Pedidos | Pasajeros                                          | Pasajeros                                          | Pasajeros                                          | Matrículas                                         | Antigüedad                                         |
| Aeronaves            | En servicio | Pedidos | C                                                  | Y                                                  | Total                                              | Matrículas                                         | Antigüedad                                         |
| -------------------- | ----------- | ------- | -------------------------------------------------- | -------------------------------------------------- | -------------------------------------------------- | -------------------------------------------------- | -------------------------------------------------- |
| Airbus A320-200      | 18          | —       | —                                                  | 180                                                | 180                                                | VN-A695                                            | 15,2 años                                          |
| Airbus A320-200      | 18          | —       | —                                                  | 180                                                | 180                                                | VN-A666                                            | 15 años                                            |
| Airbus A320-200      | 18          | —       | —                                                  | 180                                                | 180                                                | VN-A668                                            | 14,9 años                                          |
| Airbus A320-200      | 18          | —       | —                                                  | 180                                                | 180                                                | VN-A669                                            | 14,2 años                                          |
| Airbus A320-200      | 18          | —       | —                                                  | 180                                                | 180                                                | VN-A699                                            | 13,9 años                                          |
| Airbus A320-200      | 18          | —       | —                                                  | 180                                                | 180                                                | VN-A689                                            | 13,9 años                                          |
| Airbus A320-200      | 18          | —       | —                                                  | 180                                                | 180                                                | VN-A690                                            | 13,3 años                                          |
| Airbus A320-200      | 18          | —       | —                                                  | 180                                                | 180                                                | VN-A691                                            | 13,1 años                                          |
| Airbus A320-200      | 18          | —       | —                                                  | 180                                                | 180                                                | VN-A658                                            | 9,1 años                                           |
| Airbus A320-200      | 18          | —       | —                                                  | 180                                                | 180                                                | VN-A650                                            | 8,9 años                                           |
| Airbus A320-200      | 18          | —       | —                                                  | 180                                                | 180                                                | VN-A655                                            | 8,8 años                                           |
| Airbus A320-200      | 18          | —       | —                                                  | 180                                                | 180                                                | VN-A656                                            | 8,7 años                                           |
| Airbus A320-200      | 18          | —       | —                                                  | 180                                                | 180                                                | VN-A662                                            | 8,3 años                                           |
| Airbus A320-200      | 18          | —       | —                                                  | 180                                                | 180                                                | VN-A663                                            | 8,3 años                                           |
| Airbus A320-200      | 18          | —       | —                                                  | 180                                                | 180                                                | VN-A671                                            | 7,9 años                                           |
| Airbus A320-200      | 18          | —       | —                                                  | 180                                                | 180                                                | VN-A672                                            | 7,8 años                                           |
| Airbus A320-200      | 18          | —       | —                                                  | 180                                                | 180                                                | VN-A675                                            | 7,6 años                                           |
| Airbus A320-200      | 18          | —       | —                                                  | 180                                                | 180                                                | VN-A676                                            | 7,6 años                                           |
| Airbus A321-200      | 36          | —       | —                                                  | 220                                                | 220                                                | VN-A651                                            | 11,1 años                                          |
| Airbus A321-200      | 36          | —       | —                                                  | 220                                                | 220                                                | VN-A532                                            | 8,7 años                                           |
| Airbus A321-200      | 36          | —       | —                                                  | 220                                                | 220                                                | VN-A522                                            | 8,6 años                                           |
| Airbus A321-200      | 36          | —       | —                                                  | 220                                                | 220                                                | VN-A535                                            | 7,8 años                                           |
| Airbus A321-200      | 36          | —       | —                                                  | 220                                                | 220                                                | VN-A542                                            | 7,7 años                                           |
| Airbus A321-200      | 36          | —       | —                                                  | 220                                                | 220                                                | VN-A544                                            | 7,7 años                                           |
| Airbus A321-200      | 36          | —       | —                                                  | 230                                                | 230                                                | VN-A673                                            | 7,6 años                                           |
| Airbus A321-200      | 36          | —       | —                                                  | 230                                                | 230                                                | VN-A677                                            | 7,4 años                                           |
| Airbus A321-200      | 36          | —       | —                                                  | 230                                                | 230                                                | VN-A683                                            | 7,3 años                                           |
| Airbus A321-200      | 36          | —       | —                                                  | 230                                                | 230                                                | VN-A684                                            | 7,2 años                                           |
| Airbus A321-200      | 36          | —       | —                                                  | 230                                                | 230                                                | VN-A685                                            | 7,1 años                                           |
| Airbus A321-200      | 36          | —       | —                                                  | 230                                                | 230                                                | VN-A687                                            | 7 años                                             |
| Airbus A321-200      | 36          | —       | —                                                  | 230                                                | 230                                                | VN-A630                                            | 6,7 años                                           |
| Airbus A321-200      | 36          | —       | —                                                  | 230                                                | 230                                                | VN-A640                                            | 6,6 años                                           |
| Airbus A321-200      | 36          | —       | —                                                  | 230                                                | 230                                                | VN-A631                                            | 6,6 años                                           |
| Airbus A321-200      | 36          | —       | —                                                  | 230                                                | 230                                                | VN-A641                                            | 6,6 años                                           |
| Airbus A321-200      | 36          | —       | —                                                  | 230                                                | 230                                                | VN-A642                                            | 6,6 años                                           |
| Airbus A321-200      | 36          | —       | —                                                  | 230                                                | 230                                                | VN-A632                                            | 6,2 años                                           |
| Airbus A321-200      | 36          | —       | —                                                  | 230                                                | 230                                                | VN-A633                                            | 6,2 años                                           |
| Airbus A321-200      | 36          | —       | —                                                  | 230                                                | 230                                                | VN-A635                                            | 6,1 años                                           |
| Airbus A321-200      | 36          | —       | —                                                  | 230                                                | 230                                                | VN-A643                                            | 6,1 años                                           |
| Airbus A321-200      | 36          | —       | —                                                  | 230                                                | 230                                                | VN-A645                                            | 6,1 años                                           |
| Airbus A321-200      | 36          | —       | —                                                  | 230                                                | 230                                                | VN-A634                                            | 6,1 años                                           |
| Airbus A321-200      | 36          | —       | —                                                  | 230                                                | 230                                                | VN-A644                                            | 6 años                                             |
| Airbus A321-200      | 36          | —       | —                                                  | 230                                                | 230                                                | VN-A636                                            | 6 años                                             |
| Airbus A321-200      | 36          | —       | —                                                  | 230                                                | 230                                                | VN-A637                                            | 6 años                                             |
| Airbus A321-200      | 36          | —       | —                                                  | 230                                                | 230                                                | VN-A639                                            | 6 años                                             |
| Airbus A321-200      | 36          | —       | —                                                  | 230                                                | 230                                                | VN-A647                                            | 5,9 años                                           |
| Airbus A321-200      | 36          | —       | —                                                  | 230                                                | 230                                                | VN-A648                                            | 5,9 años                                           |
| Airbus A321-200      | 36          | —       | —                                                  | 230                                                | 230                                                | VN-A649                                            | 5,8 años                                           |
| Airbus A321-200      | 36          | —       | —                                                  | 230                                                | 230                                                | VN-A657                                            | 5,7 años                                           |
| Airbus A321-200      | 36          | —       | —                                                  | 230                                                | 230                                                | VN-A698                                            | 5,4 años                                           |
| Airbus A321-200      | 36          | —       | —                                                  | 230                                                | 230                                                | VN-A629                                            | 5 años                                             |
| Airbus A321-200      | 36          | —       | —                                                  | 230                                                | 230                                                | VN-A670                                            | 5 años                                             |
| Airbus A321-200      | 36          | —       | —                                                  | 230                                                | 230                                                | VN-A661                                            | 5 años                                             |
| Airbus A321neo       | 25          | 93      | —                                                  | 230                                                | 230                                                | VN-A540                                            | 7,8 años                                           |
| Airbus A321neo       | 25          | 93      | —                                                  | 230                                                | 230                                                | VN-A646                                            | 6 años                                             |
| Airbus A321neo       | 25          | 93      | —                                                  | 230                                                | 230                                                | VN-A654                                            | 5,4 años                                           |
| Airbus A321neo       | 25          | 93      | —                                                  | 230                                                | 230                                                | VN-A674                                            | 5,4 años                                           |
| Airbus A321neo       | 25          | 93      | —                                                  | 230                                                | 230                                                | VN-A653                                            | 5,3 años                                           |
| Airbus A321neo       | 25          | 93      | —                                                  | 230                                                | 230                                                | VN-A697                                            | 5,1 años                                           |
| Airbus A321neo       | 25          | 93      | —                                                  | 230                                                | 230                                                | VN-A694                                            | 5 años                                             |
| Airbus A321neo       | 25          | 93      | —                                                  | 230                                                | 230                                                | VN-A652                                            | 5 años                                             |
| Airbus A321neo       | 25          | 93      | —                                                  | 230                                                | 230                                                | VN-A693                                            | 4,9 años                                           |
| Airbus A321neo       | 25          | 93      | —                                                  | 230                                                | 230                                                | VN-A600                                            | 4,7 años                                           |
| Airbus A321neo       | 25          | 93      | —                                                  | 230                                                | 230                                                | VN-A607                                            | 4,6 años                                           |
| Airbus A321neo       | 25          | 93      | —                                                  | 240                                                | 240                                                | VN-A531                                            | 4,1 años                                           |
| Airbus A321neo       | 25          | 93      | —                                                  | 240                                                | 240                                                | VN-A521                                            | 4 años                                             |
| Airbus A321neo       | 25          | 93      | —                                                  | 240                                                | 240                                                | VN-A523                                            | 3,6 años                                           |
| Airbus A321neo       | 25          | 93      | —                                                  | 240                                                | 240                                                | VN-A524                                            | 3,5 años                                           |
| Airbus A321neo       | 25          | 93      | —                                                  | 240                                                | 240                                                | VN-A533                                            | 3,2 años                                           |
| Airbus A321neo       | 25          | 93      | —                                                  | 240                                                | 240                                                | VN-A534                                            | 3,1 años                                           |
| Airbus A321neo       | 25          | 93      | —                                                  | 240                                                | 240                                                | VN-A526                                            | 1,1 años                                           |
| Airbus A321neo       | 25          | 93      | —                                                  | 240                                                | 240                                                | VN-A529                                            | 0,9 años                                           |
| Airbus A321neo       | 25          | 93      | —                                                  | 240                                                | 240                                                | VN-A527                                            | 0,9 años                                           |
| Airbus A321neo       | 25          | 93      | —                                                  | 240                                                | 240                                                | VN-A528                                            | 0,8 años                                           |
| Airbus A321neo       | 25          | 93      | —                                                  | 240                                                | 240                                                | VN-A525                                            | 0,3 años                                           |
| Airbus A321neo       | 25          | 93      | —                                                  | 240                                                | 240                                                | VN-A530                                            | 0,2 años                                           |
| Airbus A321XLR       | —           | 20      | TBA                                                | TBA                                                | TBA                                                | TBA                                                | TBA                                                |
| Airbus A330-300      | 7           | —       | 12                                                 | 365                                                | 377                                                | VN-A810                                            | 15,1 años                                          |
| Airbus A330-300      | 7           | —       | 12                                                 | 365                                                | 377                                                | VN-A811                                            | 15 años                                            |
| Airbus A330-300      | 7           | —       | 12                                                 | 365                                                | 377                                                | VN-A812                                            | 13,2 años                                          |
| Airbus A330-300      | 7           | —       | 12                                                 | 365                                                | 377                                                | VN-A817                                            | 8,5 años                                           |
| Airbus A330-300      | 7           | —       | 12                                                 | 365                                                | 377                                                | VN-A814                                            | 8,1 años                                           |
| Airbus A330-300      | 7           | —       | 12                                                 | 365                                                | 377                                                | VN-A815                                            | 8,1 años                                           |
| Airbus A330-300      | 7           | —       | 12                                                 | 365                                                | 377                                                | VN-A816                                            | 8,1 años                                           |
| Airbus A330-900      |             | 20      |                                                    |                                                    |                                                    |                                                    |                                                    |
| Boeing 737-8 MAX     | —           | 20      | TBA                                                | TBA                                                | TBA                                                | TBA                                                | TBA                                                |
| Boeing 737-8 MAX 200 | —           | 100     | TBA                                                | TBA                                                | TBA                                                | TBA                                                | TBA                                                |
| Boeing 737-10 MAX    | —           | 80      | TBA                                                | TBA                                                | TBA                                                | TBA                                                | TBA                                                |
| Total                | 86          | 323     | Edad media de la flota (febrero de 2024): 7,1 años | Edad media de la flota (febrero de 2024): 7,1 años | Edad media de la flota (febrero de 2024): 7,1 años | Edad media de la flota (febrero de 2024): 7,1 años | Edad media de la flota (febrero de 2024): 7,1 años |